# اریکا رز
اریکا لارا رز (به انگلیسی: Erica Lara Rose) (زادهٔ ۶ ژوئیهٔ ۱۹۸۲) شناگر اهل کشور ایالات متحده آمریکا است.